# Salqin (nahija)
Nahija Salqin (ar. ناحية سلقين) je nahija u okrugu Harem, u sirijskoj pokrajini Idlib. Po popisu iz 2004. (prije rata), nahija je imala 47.939 stanovnika. Administrativno sjedište je u naselju Salqin.